# Délégation d'Urbino et Pesaro

La délégation apostolique d’Urbino et Pesaro fut une subdivision administrative de l’État pontifical, instituée en 1631 par le pape Urbain VIII, à la suite de la dévolution du duché d'Urbino à l’État pontifical.

## Historique
Descendante direct de la marche d'Ancône, elle comprenait la haute vallée du Marecchia, les territoires de Urbino et Pesaro et une partie de l'Ombrie (l'Eugubino).
Elle confinait au nord avec la légation de Forlì et avec Saint-Marin, à l’ouest avec la délégation de Pérouse et le grand-duché de Toscane, au nord-est avec la mer Adriatique, au sud-est avec les délégations de Macerata et Ancône.
En 1816, avec la subdivision de l’État pontifical ordonnée par Pie VII, elle devient une délégation de 1re classe; pouvant avoir le titre de légation sous la régie d’un cardinal. À la suite de la répartition territoriale de 1831, le territoire de Castelleone di Suasa fut compris dans la délégation apostolique d’Ancône, district de Jesi, sous la juridiction du gouverneur de Corinaldo.
À la suite de la réforme administrative de Pie IX du 22 novembre 1850, la délégation passa dans la légation des Marches.
Après l'unification de l'Italie, à la suite de l'arrêté Minghetti du 22 décembre 1860, elle fut transformée en province de Pesaro et d'Urbino, avec la perte territoriale de Costacciaro, Gubbio, Pascelupo et Scheggia (cédés à l'Ombrie), Castel Colonna, Monterado, Ripe et Senigallia (cédés à Ancône).

## Source de traduction
- (it) Cet article est partiellement ou en totalité issu de l’article de Wikipédia en italien intitulé « delegazione apostolica di Urbino e Pesaro » (voir la liste des auteurs) le 12/07/2012.